# Kościół św. Wawrzyńca w Kościelnej Wsi (diecezja kaliska)
Kościół świętego Wawrzyńca w Kościelnej Wsi – rzymskokatolicki kościół parafialny należący do parafii pod tym samym wezwaniem (dekanat Kalisz I diecezji kaliskiej).
Jest to romańska świątynia składająca się pierwotnie z nawy, węższego prezbiterium i absydy – wybudowano ją w drugiej połowie XII wieku, a w jej sąsiedztwie z fundacji palatyna Piotra Włostowica utworzono klasztor norbertański, który w latach 1298–1782 należał do zakonu benedyktynów i był prepozyturą klasztoru w Tyńcu. Klasztor został rozebrany około 1800 roku. a świątynia była wielokrotnie przebudowywana i rozbudowywana. Na przełomie XIV i XV wieku zostało zbudowane gotyckie prezbiterium, około 1760 roku zostały wzniesione zakrystia i barokowa kaplica, natomiast w 1776 roku powstała barokowa kruchta. Wystrój wnętrza w stylu rokokowym powstał około 1760 roku, być może jego autorem jest Franciszek Józef Mangoldt, podobnie jak ołtarz główny i cztery ołtarze boczne z barokowymi rzeźbami. Rokokowa ambona, konfesjonał i chrzcielnica, a także prospekt organowy pochodzą z 1776 roku, z kolei dwa ołtarze boczne zostały wykonane w latach 1776-1781. Rokokowe są stalle i ławki kolatorskie. Oprócz tego w kościele można zobaczyć szafę, polichromię stropu nawy w stylu klasycystycznym z XIX wieku.